# Miguel Gizzas
Miguel Gizzas ist ein portugiesischer Sänger.

## Werdegang
Nach einem wirtschaftswissenschaftlichen Studium mit Abschluss als MBA an der Katholischen Universität Portugal ist er als Dozent für Management und Wirtschaft tätig.
Seine musikalische Laufbahn begann mit elf Jahren als Mitglied des Kinderchores Pequenos Cantores de Lisboa. Später trat er mit Coverversionen und ersten eigenen Songs in Bars auf. Gemeinsam mit dem Produzenten Luis Oliveira entstand 2011 sein Debütalbum Tempo ganho. Im gleichen Jahr nahm er mit dem Titel Amor Cruzado an der Vorauswahl zum Festival da Canção teil.